# Radical 75
Le radical 75, qui signifie l'arbre, est un des 35 des 214 radicaux chinois répertoriés dans le dictionnaire de Kangxi composés de quatre traits.
Le caractère Unicode de 木 est 6728.

## Caractères avec le radical 75
| nombre de traits          | caractères |
| ------------------------- | --- |
| Sans trait supplémentaire | 木 朩 |
| 1 traits supplémentaires  | 未 末 本 札 朮 术 朰 |
| 2 traits supplémentaires  | 朱 朲 朳 朴 朵 朶 朷 朸 朹 机 朻 朼 朽 朾 朿 杀 杁 杂 权 |
| 3 traits supplémentaires  | 杄 杅 杆 杇 杈 杉 杊 杋 杌 杍 李 杏 材 村 杒 杓 杔 杕 杖 杗 杘 杙 杚 杛 杜 杝 杞 束 杠 条 杢 杣 杤 杦 杧 杨 杩 |
| 4 traits supplémentaires  | 杪 杫 杬 杭 杮 杯 杰 東 杲 杳 杴 杵 杶 杷 杸 杹 杺 杻 杼 杽 松 板 枀 极 枂 枃 构 枅 枆 枇 枈 枉 枊 枋 枌 枍 枎 枏 析 枑 枒 枓 枔 枕 枖 林 枘 枙 枚 枛 果 枝 枞 枟 枠 枢 枣 枤 枥 枦 枧 枨 枩 枪 枫 枬 枭 |
| 5 traits supplémentaires  | 枡 枮 枯 枰 枱 枲 枳 枴 枵 架 枷 枸 枹 枺 枻 枼 桒 枾 枿 柀 柁 柂 柃 柄 柅 柆 柇 柈 柉 柊 柋 柌 柍 柎 柏 某 柑 柒 染 柔 柕 柖 柗 柘 柙 柚 柛 柜 柝 柞 柟 柠 柡 柢 柣 柤 查 柦 柧 柨 柩 柪 柫 柬 柭 柮 柯 柰 柱 柲 柳 柴 柵 柶 柷 柸 柹 柺 査 柼 柽 柾 柿 栀 栁 栂 栃 栄 栅 栆 标 栈 栉 栊 栋 栌 栍 栎 栏 栐 树                      |
| 6 traits supplémentaires  | 栒 栓 栔 栕 栖 栗 栘 栙 栚 栛 栜 栝 栞 栟 栠 校 栢 栣 栤 栥 栦 栧 栨 栩 株 栫 栬 栭 栮 栯 栰 栱 栲 栳 栴 栵 栶 样 核 根 栺 栻 格 栽 栾 栿 桀 桁 桂 桃 桄 桅 框 桇 案 桉 桊 桋 桌 桍 桎 桏 桐 桑 桒 桓 桔 桕 桖 桗 桘 桙 桚 桛 桜 桝 桞 桟 桠 桡 桢 档 桤 桥 桦 桧 桨 桩 桪                                                          |
| 7 traits supplémentaires  | 桫 桬 桭 桮 桯 桰 桱 桲 桳 桴 桵 桶 桷 桸 桹 桺 桻 桼 桽 桾 桿 梀 梁 梂 梃 梄 梅 梆 梇 梈 梉 梊 梋 梌 梍 梎 梏 梐 梑 梒 梓 梔 梕 梖 梗 梘 梙 梚 梛 梜 條 梞 梟 梠 梡 梢 梣 梤 梥 梧 梨 梩 梪 梫 梬 梭 梮 梯 械 梱 梲 梳 梴 梵 梶 梷 梸 梹 梺 梻 梼 梽 梾 梿 检 棁 棂                                                                |
| 8 traits supplémentaires  | 棃 棄 棅 棆 棇 棈 棉 棊 棋 棌 棍 棎 棏 棐 棑 棒 棓 棔 棕 棖 棗 棘 棙 棚 棛 棜 棝 棞 棟 棠 棡 棢 棣 棤 棥 棦 棧 棨 棩 棪 棫 棬 棭 森 棯 棰 棱 棲 棳 棴 棵 棶 棷 棸 棹 棺 棻 棼 棽 棾 棿 椀 椁 椂 椃 椄 椅 椆 椇 椈 椉 椊 椋 椌 植 椎 椏 椐 椑 椒 椓 椔 椕 椖 椗 椘 椙 椚 椛 検 椝 椞 椟 椠 椡 椢 椣 椤 椥 椦 椧 椨 椩 椪 椫 椬 椭 椮 |
| 9 traits supplémentaires  | 椯 椰 椱 椲 椳 椴 椵 椶 椷 椸 椹 椺 椻 椼 椽 椾椿 楀 楁 楂 楃 楄 楅 楆 楇 楈 楉 楊 楋 楌 楍 楎 楏 楐 楑 楒 楓 楔 楕 楖 楗 楘 楙 楚 楛 楜 楝 楞 楟 楠 楡 楢 楣 楤 楥 楦 楧 楨 楩 楪 楫 楬 業 楮 楯 楰 楱 楲 楳 楴 極 楶 楷 楸 楹 楺 楻 楼 楽 楾 楿 榀 榁 榊 榋 榌 榔 槌                                                              |
| 10 traits supplémentaires | 概 榃 榄 榅 榆 榇 榈 﨔 榍 榎 榏 榐 榑 榒 榓 榕 榖 榗 榘 榙 榚 榛 榜 榝 榞 榟 榠 榡 榢 榣 榤 榥 榦 榧 榨 榩 榪 榫 榬 榭 榮 榯 榰 榱 榲 榳 榴 榵 榶 榷 榸 榹 榺 榻 榼 榽 榾 榿 槀 槁 槂 槃 槄 槅 槆 槇 槈 槉 槊 構 槍 槎 槏 槐 槑 槒 槓 槔 槕 槖 槗 様 槙 槚 槛 槜 槝 槞 槟 槠 槡 樋 樮                                              |
| 11 traits supplémentaires | 槢 槣 槤 槥 槦 槧 槨 槩 槪 槫 槬 槭 槮 槯 槰 槱 槲 槳 槴 槵 槶 槷 槸 槺 槻 槼 槽 槾 槿 樀 樁 樂 樃 樄 樅 樆 樇 樈 樉 樊 樌 樍 樎 樏 樐 樑 樒 樓 樔 樕 樖 樗 樘 標 樚 樛 樜 樝 樞 樟 樠 模 樢 樣 樤 樥 樦 樧 樨 権 横 樫 樬 樭 樯 樰 樱 橴                                                                                           |
| 12 traits supplémentaires | 槹 樲 樳 樴 樵 樶 樷 樸 樹 樺 樻 樼 樽 樾 樿 橀 橁 橂 橃 橄 橅 橆 橇 橈 橉 橊 橋 橌 橍 橎 橏 橐 橑 橒 橓 橔 橕 橖 橗 橘 橙 橚 橛 橜 橝 橞 機 橠 橡 橢 橣 橤 橥 橦 橧 橨 橩 橪 橫 橬 橭 橮 橯 橰 橱 橲 橳 橵 橶 橷 橸 橹 橺 橻 橼 |
| 13 traits supplémentaires | 橽 橾 橿 檀 檁 檂 檃 檄 檅 檆 檇 檈 檉 檊 檋 檌 檍 檎 檏 檐 檑 檒 檓 檔 檕 檖 檗 檘 檙 檚 檛 檜 檝 檞 檟 檠 檡 檢 檣 檤 檥 檦 檧 檨 檩 檪 櫛 |
| 14 traits supplémentaires | 檫 檬 檭 檮 檯 檰 檱 檲 檳 檴 檵 檶 檷 檸 檹 檺 檻 檼 檽 檾 檿 櫀 櫁 櫂 櫃 櫄 櫅 櫆 櫇 櫈 櫉 櫊 |
| 15 traits supplémentaires | 櫋 櫌 櫍 櫎 櫏 櫐 櫑 櫒 櫓 櫔 櫕 櫖 櫗 櫘 櫙 櫚 櫜 櫝 櫞 櫟 櫠 櫡 櫢 櫣 櫤 櫥 櫦 櫫 櫭 |
| 16 traits supplémentaires | 櫧 櫨 櫩 櫪 櫬 櫮 櫯 櫰 櫱 櫲 櫳 櫴 櫵 櫶 欄 |
| 17 traits supplémentaires | 櫸 櫹 櫺 櫻 櫼 櫽 櫾 櫿 欀 欁 欂 欃 欌 |
| 18 traits supplémentaires | 櫷 欅 欆 欇 欈 欉 權 欋 欍 欎 |
| 19 traits supplémentaires | 欏 欐 欑 欒 |
| 20 traits supplémentaires | 欓 欔 欕 |
| 21 traits supplémentaires | 欖 欗 欘 欙 欚 欛 欜 欝 |
| 24 traits supplémentaires | 欞 |
| 25 traits supplémentaires | 欟 |